# Teissières-lès-Bouliès

Teissières-lès-Bouliès este o comună în departamentul Cantal, Franța. În 1 ianuarie 2022 avea o populație de 339 de locuitori.